# Battekumari, Sakleshpur
Battekumari là một làng thuộc tehsil Sakleshpur, huyện Hassan, bang Karnataka, Ấn Độ.